# El Molí de Riudecòs
El Molí de Riudecòs és una obra d'Arbúcies (Selva) inclosa a l'Inventari del Patrimoni Arquitectònic de Catalunya.

## Descripció
Edifici construït en pedra, de planta baixa i pis, amb una petita cort pel bestiar annex, on fins no fa tants anys hi havia hagut cabres.
El conjunt està format per dos cossos, un a la part posterior més baix, i el principal, amb vessants a laterals. Cal destacar a la façana, un cos adossat situat a la part esquerra, amb un cobert de columnes de rajol, amb bigues i forjats de fusta, que possiblement era la pallissa.
La porta principal és rectangular amb llinda i brancals de pedra, hi ha el número 35 al damunt. Al davant de la porta, a terra hi ha dues antigues moles de pedra circulars, de gairebé més d'un metre de diàmetre.
El parament és sense arrebossar, amb parets de pedra i morter de calç. L'interior es troba deshabitat i en mal estat, pendent de ser arreglat.
A la part del darrere es troba la bassa de l'aigua, de 13,50 X 2 metres, construïda amb blocs de pedra local de gran mida, actualment coberta d'herbes. Es conserva la boca del carcavà, de dos metres d'amplada per 1, 30 d'alçada. L'entrada de llum de l'arc fa 1,10 metres i en forma de mig punt lleugerament apuntat en pedra de granit. L'interior és tot recobert de morter hidràulic, amb una paret de rajol al fons. Però, actualment degut a la vegetació és impossible arribar-hi per veure-ho.

## Història
En la Contribució Industrial i de Comerç d'Arbúcies de 1849 s'esmenta el molí de Mateu Riudecós que molia 3 mesos a l'any.
En l'amillarament de 1935 apareix com a propi de Miquel Miralpeix i Pujol, qui declara els límits del molí de Riudecòs i masos Vilaret i Miralpeix: a orient amb terres dels masos Aulet, Gubern, nofre, Xuclaire, Sureda, Iglésies, Pla, Vimemers i Les Planes d'en Roca, a migdia amb el mateix propietari en terme de Sant Hilari i terrenys de mas Aulet, a ponent amb el mateix terme de Sant Hilari i a nord amb el mateix propietari en terme de Sant Hilari i el mas Galtera.
En el padró de 1940 apareix habitat per una família de quatre membres.
La bassa del molí que es troba al costat de la casa, va ser construïda amb grans blocs de pedra de granit extrets del mateix llit de la riera. Fa uns 13,50 metres de llargada per 2 d'alçada.
Es conserva també la boca de la sortida de l'aigua del carcavà que desguasa directament a la riera, però actualment es troba tapat per la vegetació.
Fins a finals dels anys noranta encara existia la turbina que feia moure les moles.